# 台鐵32950系鋼體客車
台鐵32950系鋼體客車，是台鐵第2款莒光號客車，由日本日本車輛與日立製作所製，共48輛。1970年由日本車輛、日立製作所共同製造，共45輛，外觀和內裝皆與35SP32850型莒光號客車幾乎相同。

## 重大事故
- 2001年7月13日，41次莒光號於苗栗縣造橋鄉南港溪橋，因路線養護未立即填補道碴橫壓減弱軌道挫曲，造成10節車廂列車的機車及8輛車廂出軌，其中3～7車傾覆橋上，共造成43人受傷，事故後SP32979報廢除籍。

## 圖片集

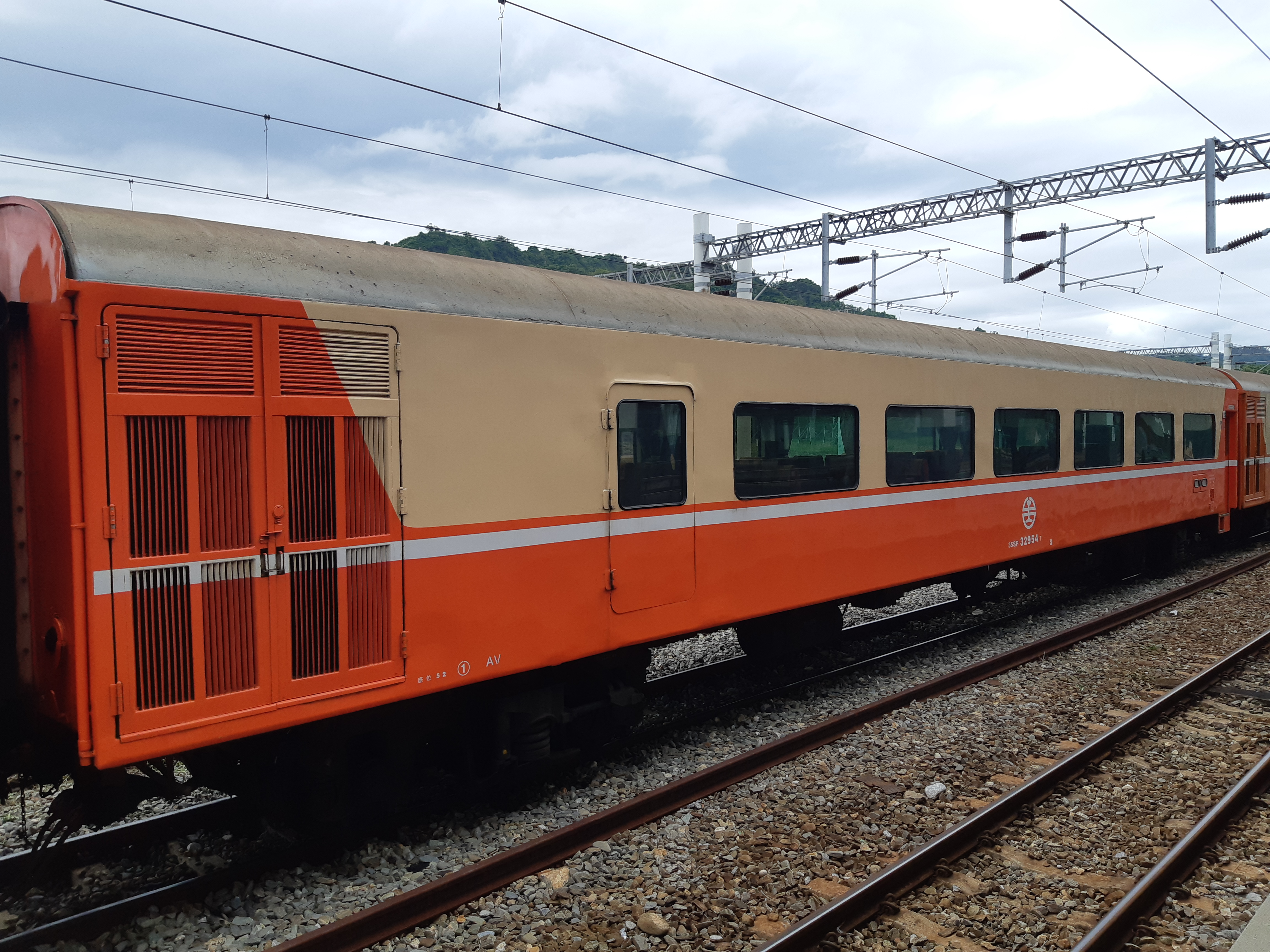
35SP32954號
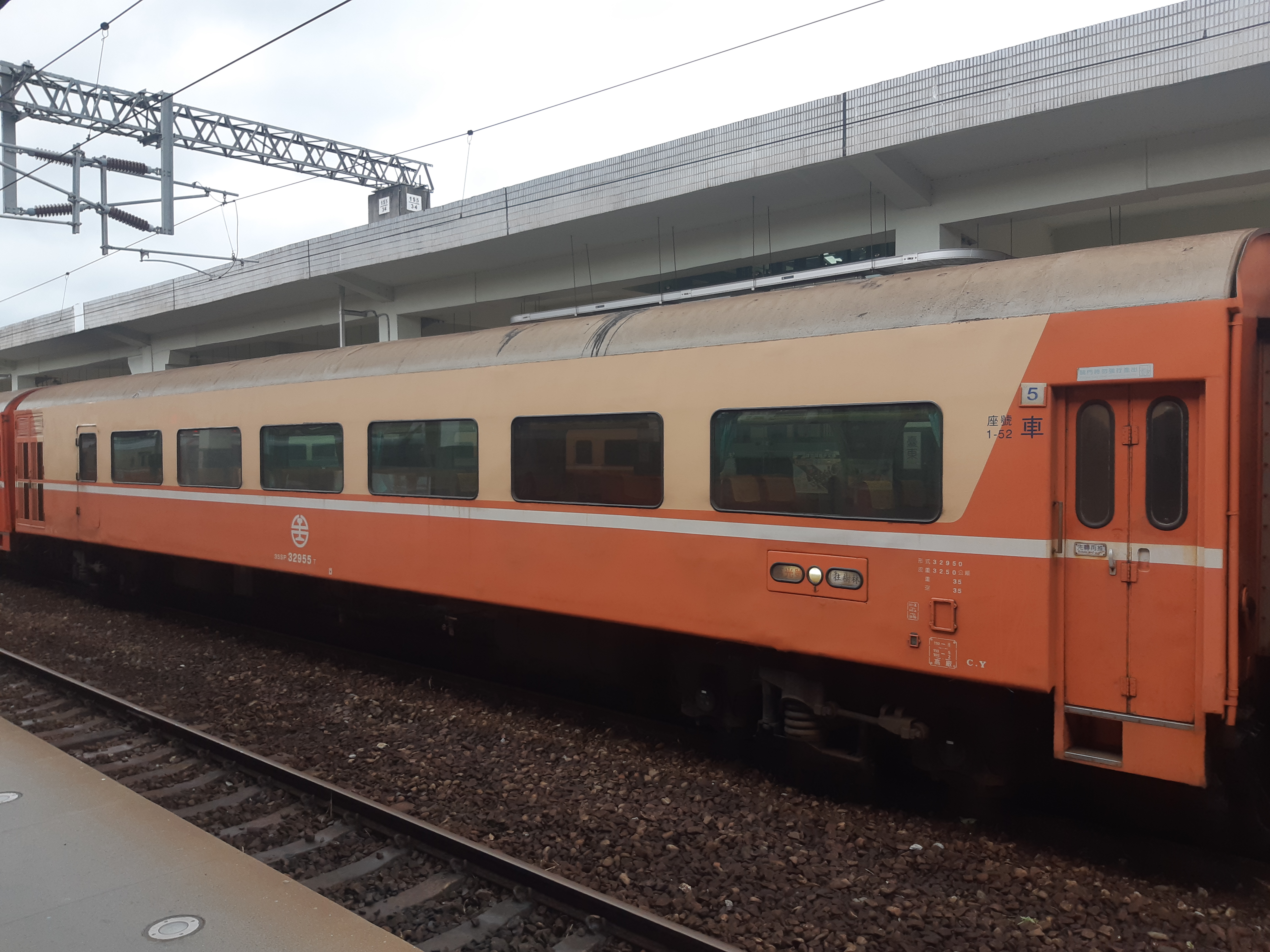
35SP32955號
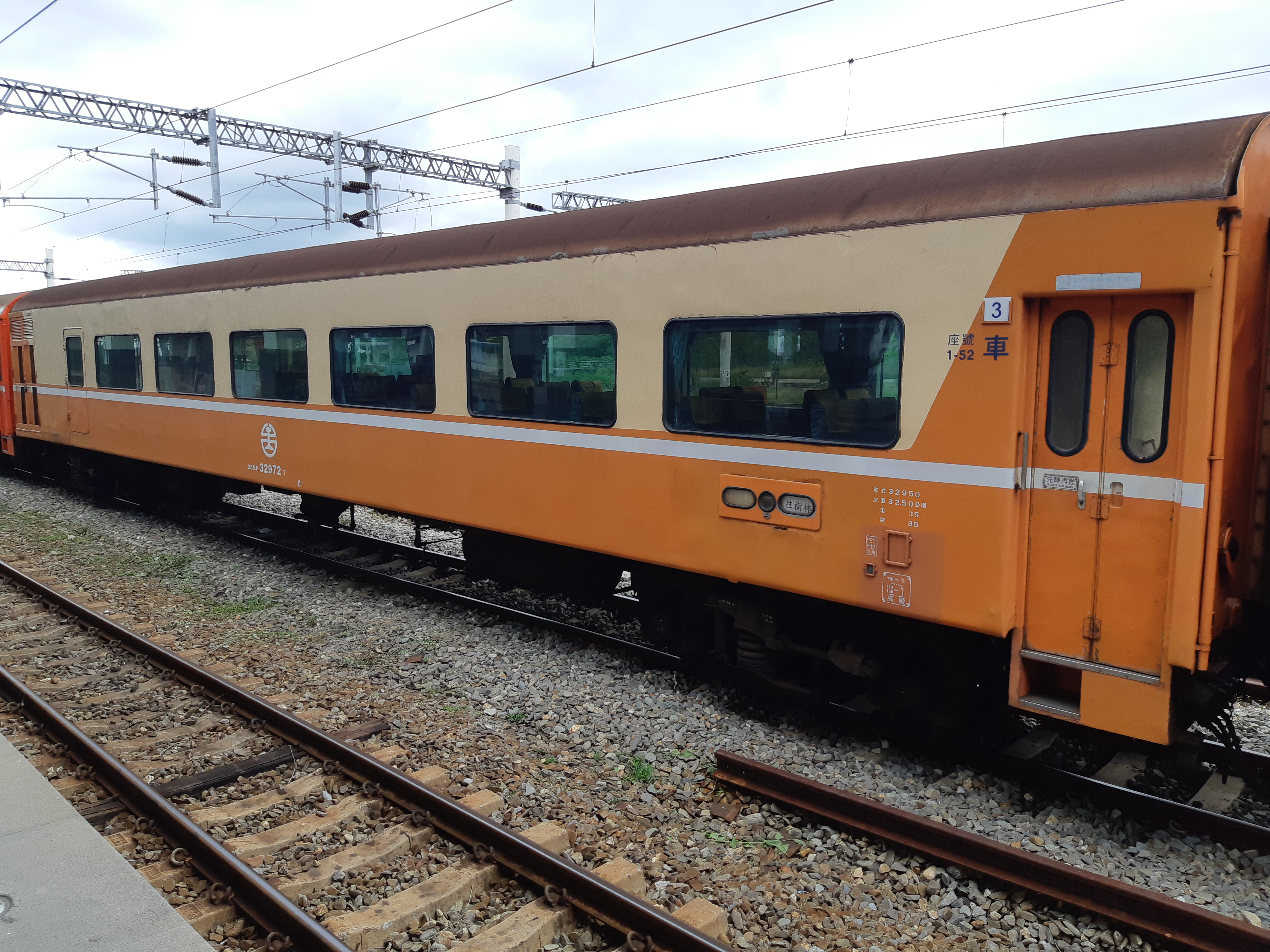
35SP32972號
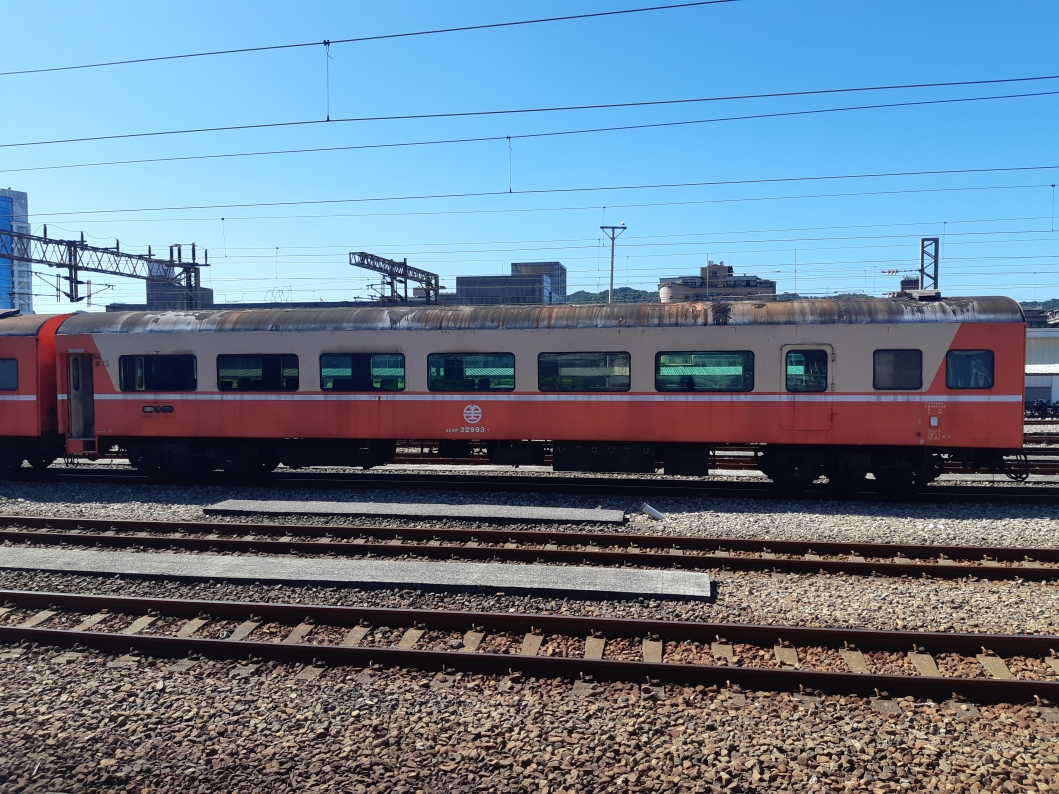
35SP32993號